# Listen der größten Landkreise Deutschlands
Diese Listen umfassen von den 294 Landkreisen die nach Einwohnerzahl oder Fläche größten Landkreise Deutschlands. Zu den Landkreisen (in Nordrhein-Westfalen und Schleswig-Holstein Kreise genannt) zählen auch die Städteregion Aachen, die Region Hannover und der Regionalverband Saarbrücken, die Mitglieder im Deutschen Landkreistag sind. Vergleiche auch mit dem jeweils kleinsten Landkreis Deutschlands.

## Landkreise nach der Einwohnerzahl
Von den 50 nach der Einwohnerzahl größten Landkreisen in der Bundesrepublik Deutschland liegen
- 22 Kreise in Nordrhein-Westfalen (NW) (einschließlich der Städteregion Aachen)
- 12 Landkreise in Baden-Württemberg (BW)
- 5 Landkreise in Hessen (HE)
- 4 Landkreise in Niedersachsen (NI) (einschließlich der Region Hannover)
- 4 Landkreise in Sachsen (SN)
- 2 Kreise in Schleswig-Holstein (SH)
- 1 Landkreis in Bayern (BY)
- 1 Regionalverband im Saarland (SL)

| Platz | Landkreis                     | Wappen                                   | Sitz                | Kfz                                       | Land | Lage                                                         | Einw.     | Fläche (km²) | Ew/ km² | Bild                                                                                             |
| ----- | ----------------------------- | ---------------------------------------- | ------------------- | ----------------------------------------- | ---- | ------------------------------------------------------------ | --------- | ------------ | ------- | ------------------------------------------------------------------------------------------------ |
| 1     | Hannover (Region)             | Wappen der Region Hannover               | Hannover            | H                                         | NI   | Lage der Region Hannover in Niedersachsen                    | 1.140.888 | 2.297,13     | 497     | Insel Wilhelmstein im Steinhuder Meer                                                            |
| 2     | Recklinghausen                | Wappen des Kreises Recklinghausen        | Recklinghausen      | RE, CAS, GLA                              | NW   | Lage des Kreises Recklinghausen in Nordrhein-Westfalen       | 621.305   | 761,32       | 816     | Castroper Altstadt mit Förderturm Erin                                                           |
| 3     | Rhein-Sieg-Kreis              | Wappen des Rhein-Sieg-Kreises            | Siegburg            | SU                                        | NW   | Lage des Rhein-Sieg-Kreises in Nordrhein-Westfalen           | 605.441   | 1.153,20     | 525     | Petersberg mit Gästehaus der Bundesregierung in Königswinter                                     |
| 4     | Aachen (Städteregion)         | Wappen der Städteregion Aachen           | Aachen              | AC, MON                                   | NW   | Lage der Städteregion Aachen in Nordrhein-Westfalen          | 582.410   | 706,92       | 824     | Braunkohlekraftwerk Weisweiler                                                                   |
| 5     | Rhein-Neckar-Kreis            | Wappen des Rhein-Neckar-Kreises          | Heidelberg          | HD                                        | BW   | Lage des Rhein-Neckar-Kreises in Baden-Württemberg           | 558.561   | 1.061,54     | 526     | Hockenheimring                                                                                   |
| 6     | Esslingen                     | Wappen des Landkreises Esslingen         | Esslingen am Neckar | ES, NT                                    | BW   | Lage des Landkreises Esslingen in Baden-Württemberg          | 536.601   | 641,28       | 837     | Esslingen am Neckar                                                                              |
| 7     | Ludwigsburg                   | Wappen des Landkreises Ludwigsburg       | Ludwigsburg         | LB, VAI                                   | BW   | Lage des Landkreises Ludwigsburg in Baden-Württemberg        | 535.374   | 686,77       | 780     | Der Hohenasperg                                                                                  |
| 8     | Mettmann                      | Wappen des Kreises Mettmann              | Mettmann            | ME                                        | NW   | Lage des Kreises Mettmann in Nordrhein-Westfalen             | 490.910   | 407,21       | 1206    | Neanderthal Museum                                                                               |
| 9     | Rhein-Erft-Kreis              | Wappen des Rhein-Erft-Kreises            | Bergheim            | BM                                        | NW   | Lage des Rhein-Erft-Kreises in Nordrhein-Westfalen           | 477.988   | 704,70       | 678     | Schloss Augustusburg in Brühl                                                                    |
| 10    | Wesel                         | Wappen des Kreises Wesel                 | Wesel               | WES, DIN, MO                              | NW   | Lage des Kreises Wesel in Nordrhein-Westfalen                | 457.918   | 1.042,81     | 439     | Amphitheater im Archäologischen Park Xanten                                                      |
| 11    | Rhein-Kreis Neuss             | Wappen des Rhein-Kreises Neuss           | Neuss               | NE, GV                                    | NW   | Lage des Rhein-Kreises Neuss in Nordrhein-Westfalen          | 457.077   | 576,44       | 793     | Industriehafen in Neuss                                                                          |
| 12    | Karlsruhe                     | Wappen des Landkreises Karlsruhe         | Karlsruhe           | KA, BR                                    | BW   | Lage des Landkreises Karlsruhe in Baden-Württemberg          | 456.264   | 1.084,97     | 421     | Marktplatz von Bretten                                                                           |
| 13    | Steinfurt                     | Wappen des Kreises Steinfurt             | Steinfurt           | ST, BF, TE                                | NW   | Lage des Kreises Steinfurt in Nordrhein-Westfalen            | 451.712   | 1.795,76     | 252     | Flughafen Münster/Osnabrück                                                                      |
| 14    | Ortenaukreis                  | Wappen des Ortenaukreises                | Offenburg           | OG, BH, KEL, LR, WOL                      | BW   | Lage des Ortenaukreises in Baden-Württemberg                 | 444.858   | 1.860,30     | 239     | Schwarzwaldtracht                                                                                |
| 15    | Rems-Murr-Kreis               | Wappen des Rems-Murr-Kreises             | Waiblingen          | WN, BK                                    | BW   | Lage des Rems-Murr-Kreises in Baden-Württemberg              | 440.696   | 858,09       | 514     | Geburtshaus von Gottlieb Daimler in Schorndorf                                                   |
| 16    | Main-Kinzig-Kreis             | Wappen des Main-Kinzig-Kreises           | Gelnhausen          | MKK, HU, GN, SLÜ                          | HE   | Lage des Main-Kinzig-Kreises in Hessen                       | 420.914   | 1.397,33     | 301     | Schloss Philippsruhe in Hanau                                                                    |
| 17    | Märkischer Kreis              | Wappen des Märkischen Kreises            | Lüdenscheid         | MK                                        | NW   | Lage des Märkischen Kreises in Nordrhein-Westfalen           | 408.046   | 1.061,08     | 385     | Luisenhütte in Wocklum                                                                           |
| 18    | Böblingen                     |                                          | Böblingen           | BB, LEO                                   | BW   | Lage des Landkreises Böblingen in Baden-Württemberg          | 395.167   | 617,78       | 640     | Marktplatz Herrenberg                                                                            |
| 19    | Unna                          | Wappen des Kreises Unna                  | Unna                | UN, LH, LÜN                               | NW   | Lage des Kreises Unna in Nordrhein-Westfalen                 | 393.784   | 543,21       | 725     | Schloss Schwansbell                                                                              |
| 20    | Borken                        | Wappen des Kreises Borken                | Borken              | BOR, AH, BOH                              | NW   | Lage des Kreises Borken in Nordrhein-Westfalen               | 380.796   | 1.420,96     | 268     | Rock'n'Pop-Museum in Gronau                                                                      |
| 21    | Gütersloh                     | Wappen des Kreises Gütersloh             | Gütersloh           | GT                                        | NW   | Lage des Kreises Gütersloh in Nordrhein-Westfalen            | 363.982   | 969,21       | 376     | Gerry Weber-Stadion in Halle (Westf)                                                             |
| 22    | Offenbach                     | Wappen des Landkreises Offenbach         | Dietzenbach         | OF                                        | HE   | Lage des Landkreises Offenbach in Hessen                     | 358.022   | 356,23       | 1005    | Schloss Heusenstamm                                                                              |
| 23    | Osnabrück                     | Wappen des Landkreises Osnabrück         | Osnabrück           | OS, BSB, MEL, WTL                         | NI   | Lage des Landkreises Osnabrück in Niedersachsen              | 354.821   | 2.121,79     | 167     | Hinweisschild auf die Varusschlacht                                                              |
| 24    | München                       | Wappen des Landkreises München           | München             | M, AIB, WOR                               | BY   | Lage des Landkreises München in Bayern                       | 354.396   | 664,26       | 534     | Burg Grünwald                                                                                    |
| 25    | Heilbronn                     | Wappen des Landkreises Heilbronn         | Heilbronn           | HN                                        | BW   | Lage des Landkreises Heilbronn in Baden-Württemberg          | 353.877   | 1.099,94     | 322     | Burg Möckmühl                                                                                    |
| 26    | Lippe                         | Wappen des Kreises Lippe                 | Detmold             | LIP                                       | NW   | Lage des Kreises Lippe in Nordrhein-Westfalen                | 347.149   | 1.246,19     | 279     | Externsteine bei Horn-Bad Meinberg                                                               |
| 27    | Emsland                       | Wappen des Landkreises Emsland           | Meppen              | EL                                        | NI   | Lage des Landkreises Emsland in Niedersachsen                | 334.539   | 2.883,64     | 116     | Meyer-Werft Papenburg                                                                            |
| 28    | Saarbrücken (Regionalverband) | Wappen des Regionalverbandes Saarbrücken | Saarbrücken         | SB, (VK)                                  | SL   | Lage des Regionalverbandes Saarbrücken im Saarland           | 333.149   | 410,95       | 811     | Ludwigskirche in Saarbrücken                                                                     |
| 29    | Göttingen                     | Wappen des Landkreises Göttingen         | Göttingen           | GÖ, DUD, HMÜ, OHA                         | NI   | Lage des Landkreises Göttingen in Niedersachsen              | 328.028   | 1.755,39     | 187     | Altes Auditorium maximum der Georg-August-Universität Göttingen                                  |
| 30    | Pinneberg                     | Wappen des Kreises Pinneberg             | Pinneberg           | PI                                        | SH   | Lage des Kreises Pinneberg in Schleswig-Holstein             | 325.223   | 664,27       | 490     | Schiffsbegrüßungsanlage Willkommhöft an der Elbe in Wedel                                        |
| 31    | Kleve                         | Wappen des Kreises Kleve                 | Kleve               | KLE, GEL                                  | NW   | Lage des Kreises Kleve in Nordrhein-Westfalen                | 322.018   | 1.232,99     | 261     | Rheinbrücke Emmerich                                                                             |
| 32    | Minden-Lübbecke               | Wappen des Kreises Minden-Lübbecke       | Minden              | MI, LK                                    | NW   | Lage des Kreises Minden-Lübbecke in Nordrhein-Westfalen      | 320.557   | 1.152,42     | 278     | Der Mittellandkanal kreuzt die Weser im Wasserstraßenkreuz Minden                                |
| 33    | Erzgebirgskreis               | Wappen des Erzgebirgskreises             | Annaberg-Buchholz   | ERZ, ANA, ASZ, AU, MAB, MEK, STL, SZB, ZP | SN   | Lage des Erzgebirgskreises in Sachsen                        | 318.394   | 1.827,93     | 174     | Fichtelberghaus auf dem Fichtelberg                                                              |
| 34    | Ostalbkreis                   | Wappen des Ostalbkreises                 | Aalen               | AA, GD                                    | BW   | Lage des Ostalbkreises in Baden-Württemberg                  | 317.427   | 1.511,38     | 210     | Ellwangen                                                                                        |
| 35    | Paderborn                     | Wappen des Kreises Paderborn             | Paderborn           | PB, BÜR                                   | NW   | Lage des Kreises Paderborn in Nordrhein-Westfalen            | 315.912   | 1.246,78     | 253     | Die Wewelsburg                                                                                   |
| 36    | Ennepe-Ruhr-Kreis             | Wappen des Ennepe-Ruhr-Kreises           | Schwelm             | EN, WIT                                   | NW   | Lage des Ennepe-Ruhr-Kreises in Nordrhein-Westfalen          | 314.167   | 409,64       | 767     | Ruine der Burg Wetter, früher Sitz der märkischen Grafen, dann der Harkort’schen Maschinenfabrik |
| 37    | Wetteraukreis                 | Wappen des Wetteraukreises               | Friedberg (Hessen)  | FB, BÜD                                   | HE   | Lage des Wetteraukreises in Hessen                           | 311.593   | 1.100,69     | 283     | Sprudelhof in Bad Nauheim                                                                        |
| 38    | Zwickau                       | Wappen des Landkreises Zwickau           | Zwickau             | Z, GC, HOT, WDA                           | SN   | Lage des Landkreises Zwickau in Sachsen                      | 306.793   | 949,75       | 323     | Sachsenring Automobilwerke – Heimat des Trabant                                                  |
| 39    | Darmstadt-Dieburg             | Wappen des Landkreises Darmstadt-Dieburg | Darmstadt           | DA, DI                                    | HE   | Lage des Landkreises Darmstadt-Dieburg in Hessen             | 302.021   | 658,61       | 459     | Grube Messel                                                                                     |
| 40    | Soest                         | Wappen des Kreises Soest                 | Soest               | SO, LP                                    | NW   | Lage des Kreises Soest in Nordrhein-Westfalen                | 300.297   | 1.328,63     | 226     | Überlauf der Möhnetalsperre                                                                      |
| 41    | Viersen                       | Wappen des Kreises Viersen               | Viersen             | VIE, KK                                   | NW   | Lage des Kreises Viersen in Nordrhein-Westfalen              | 297.857   | 563,27       | 529     | Festhalle Viersen                                                                                |
| 42    | Mittelsachsen                 | Wappen des Landkreises Mittelsachsen     | Freiberg            | FG, BED, DL, FLÖ, HC, MW, RL              | SN   | Lage des Landkreises Mittelsachsen in Sachsen                | 296.431   | 2.116,87     | 140     | Mündung der Flöha in die Zschopau                                                                |
| 43    | Reutlingen                    | Wappen des Landkreises Reutlingen        | Reutlingen          | RT                                        | BW   | Lage des Landkreises Reutlingen in Baden-Württemberg         | 293.483   | 1.092,46     | 269     | Schloss Lichtenstein                                                                             |
| 44    | Bautzen (Budyšin)             | Wappen des Landkreises Bautzen           | Bautzen             | BZ, BIW, HY, KM                           | SN   | Lage des Landkreises Bautzen in Sachsen                      | 292.608   | 2.395,60     | 122     | Altstadt von Bautzen                                                                             |
| 45    | Konstanz                      | Wappen des Landkreises Konstanz          | Konstanz            | KN, STO (BÜS)                             | BW   | Lage des Landkreises Konstanz in Baden-Württemberg           | 291.841   | 817,97       | 357     | Konzilsgebäude in Konstanz um 1900                                                               |
| 46    | Ravensburg                    | Wappen des Landkreises Ravensburg        | Ravensburg          | RV, SLG, ÜB, WG                           | BW   | Lage des Landkreises Ravensburg in Baden-Württemberg         | 291.102   | 1.632,08     | 178     | Weingarten 1917                                                                                  |
| 47    | Rheinisch-Bergischer Kreis    | Wappen des Rheinisch-Bergischen Kreises  | Bergisch Gladbach   | GL                                        | NW   | Lage des Rheinisch-Bergischen Kreises in Nordrhein-Westfalen | 284.273   | 437,32       | 650     | Vorsperre der Großen Dhünntalsperre                                                              |
| 48    | Segeberg                      | Wappen des Kreises Segeberg              | Bad Segeberg        | SE                                        | SH   | Lage des Kreises Segeberg in Schleswig-Holstein              | 283.562   | 1.344,47     | 211     | Sommersitz der Herzöge von Schleswig-Holstein-Sonderburg-Plön                                    |
| 49    | Warendorf                     | Wappen des Kreises Warendorf             | Warendorf           | WAF, BE                                   | NW   | Lage des Kreises Warendorf in Nordrhein-Westfalen            | 282.639   | 1.319,42     | 214     | Hengstparade des Nordrhein-Westfälischen Landgestüts in Warendorf                                |
| 50    | Düren                         |                                          | Düren               | DN, JÜL, MON, SLE                         | NW   | Lage des Kreises Düren in Nordrhein-Westfalen                | 279.285   | 941,48       | 297     | Leopold-Hoesch-Museum in Düren                                                                   |

### Historische Liste
In der folgenden Liste werden jeweils die zehn nach der Einwohnerzahl größten Landkreise der Bundesrepublik Deutschland angegeben. Einen neuen Eintrag gibt es nur bei einer Änderung der Reihenfolge.
| Jahr | 1.                  | 2.                  | 3.                  | 4.                  | 5.                 | 6.                         | 7.                         | 8.                | 9.                | 10.                        |
| ---- | ------------------- | ------------------- | ------------------- | ------------------- | ------------------ | -------------------------- | -------------------------- | ----------------- | ----------------- | -------------------------- |
| 1950 | Recklinghausen      | Düsseldorf-Mettmann | Moers               | Aachen              | Ennepe-Ruhr-Kreis  | Rhein-Wupper-Kreis         | Siegkreis                  | Pinneberg         | Unna              | Ludwigsburg                |
| 1951 | Düsseldorf-Mettmann | Recklinghausen      | Moers               | Aachen              | Ennepe-Ruhr-Kreis  | Rhein-Wupper-Kreis         | Siegkreis                  | Pinneberg         | Unna              | Kempen-Krefeld             |
| 1952 | Recklinghausen      | Düsseldorf-Mettmann | Moers               | Aachen              | Ennepe-Ruhr-Kreis  | Rhein-Wupper-Kreis         | Siegkreis                  | Unna              | Pinneberg         | Kempen-Krefeld             |
| 1953 | Recklinghausen      | Düsseldorf-Mettmann | Moers               | Aachen              | Ennepe-Ruhr-Kreis  | Rhein-Wupper-Kreis         | Siegkreis                  | Unna              | Ludwigsburg       | Kempen-Krefeld             |
| 1955 | Recklinghausen      | Düsseldorf-Mettmann | Moers               | Aachen              | Ennepe-Ruhr-Kreis  | Siegkreis                  | Unna                       | Ludwigsburg       | Kempen-Krefeld    | Pinneberg                  |
| 1956 | Recklinghausen      | Düsseldorf-Mettmann | Moers               | Aachen              | Ennepe-Ruhr-Kreis  | Siegkreis                  | Ludwigsburg                | Unna              | Kempen-Krefeld    | Pinneberg                  |
| 1957 | Recklinghausen      | Düsseldorf-Mettmann | Moers               | Saarbrücken         | Aachen             | Ennepe-Ruhr-Kreis          | Ludwigsburg                | Siegkreis         | Unna              | Pinneberg                  |
| 1960 | Recklinghausen      | Düsseldorf-Mettmann | Moers               | Aachen              | Saarbrücken        | Ennepe-Ruhr-Kreis          | Ludwigsburg                | Siegkreis         | Unna              | Pinneberg                  |
| 1961 | Düsseldorf-Mettmann | Recklinghausen      | Moers               | Saarbrücken         | Aachen             | Ennepe-Ruhr-Kreis          | Ludwigsburg                | Siegkreis         | Unna              | Pinneberg                  |
| 1962 | Düsseldorf-Mettmann | Moers               | Recklinghausen      | Saarbrücken         | Aachen             | Ennepe-Ruhr-Kreis          | Ludwigsburg                | Siegkreis         | Unna              | Pinneberg                  |
| 1964 | Düsseldorf-Mettmann | Moers               | Recklinghausen      | Aachen              | Saarbrücken        | Ludwigsburg                | Ennepe-Ruhr-Kreis          | Siegkreis         | Pinneberg         | Rheinisch-Bergischer Kreis |
| 1966 | Düsseldorf-Mettmann | Moers               | Recklinghausen      | Aachen              | Ludwigsburg        | Saarbrücken                | Siegkreis                  | Ennepe-Ruhr-Kreis | Pinneberg         | Rheinisch-Bergischer Kreis |
| 1967 | Düsseldorf-Mettmann | Moers               | Recklinghausen      | Ludwigsburg         | Siegkreis          | Aachen                     | Ennepe-Ruhr-Kreis          | Saarbrücken       | Pinneberg         | Rheinisch-Bergischer Kreis |
| 1969 | Düsseldorf-Mettmann | Rhein-Sieg-Kreis    | Moers               | Recklinghausen      | Ludwigsburg        | Aachen                     | Rheinisch-Bergischer Kreis | Ennepe-Ruhr-Kreis | Saarbrücken       | Pinneberg                  |
| 1970 | Düsseldorf-Mettmann | Rhein-Sieg-Kreis    | Recklinghausen      | Moers               | Ludwigsburg        | Aachen                     | Rheinisch-Bergischer Kreis | Saarbrücken       | Ennepe-Ruhr-Kreis | Grevenbroich               |
| 1971 | Düsseldorf-Mettmann | Rhein-Sieg-Kreis    | Recklinghausen      | Moers               | Ludwigsburg        | Rheinisch-Bergischer Kreis | Aachen                     | Grevenbroich      | Ennepe-Ruhr-Kreis | Köln                       |
| 1972 | Düsseldorf-Mettmann | Rhein-Sieg-Kreis    | Recklinghausen      | Moers               | Ludwigsburg        | Rheinisch-Bergischer Kreis | Aachen                     | Grevenbroich      | Osnabrück         | Köln                       |
| 1973 | Rhein-Neckar-Kreis  | Esslingen           | Ludwigsburg         | Düsseldorf-Mettmann | Rhein-Sieg-Kreis   | Karlsruhe                  | Recklinghausen             | Ortenaukreis      | Moers             | Rems-Murr-Kreis            |
| 1974 | Hannover            | Rhein-Neckar-Kreis  | Düsseldorf-Mettmann | Esslingen           | Rhein-Sieg-Kreis   | Ludwigsburg                | Stadtverband Saarbrücken   | Recklinghausen    | Main-Kinzig-Kreis | Ortenaukreis               |
| 1975 | Recklinghausen      | Hannover            | Esslingen           | Rhein-Neckar-Kreis  | Märkischer Kreis   | Rhein-Sieg-Kreis           | Mettmann                   | Ludwigsburg       | Wesel             | Neuss                      |
| 1976 | Recklinghausen      | Hannover            | Mettmann            | Esslingen           | Rhein-Neckar-Kreis | Rhein-Sieg-Kreis           | Märkischer Kreis           | Ludwigsburg       | Wesel             | Neuss                      |
| 1978 | Recklinghausen      | Hannover            | Mettmann            | Esslingen           | Rhein-Neckar-Kreis | Rhein-Sieg-Kreis           | Ludwigsburg                | Märkischer Kreis  | Wesel             | Neuss                      |
| 1979 | Recklinghausen      | Hannover            | Mettmann            | Rhein-Neckar-Kreis  | Esslingen          | Rhein-Sieg-Kreis           | Ludwigsburg                | Märkischer Kreis  | Wesel             | Neuss                      |
| 1981 | Recklinghausen      | Hannover            | Mettmann            | Rhein-Sieg-Kreis    | Rhein-Neckar-Kreis | Esslingen                  | Ludwigsburg                | Märkischer Kreis  | Wesel             | Neuss                      |
| 1985 | Recklinghausen      | Hannover            | Rhein-Sieg-Kreis    | Mettmann            | Rhein-Neckar-Kreis | Esslingen                  | Ludwigsburg                | Wesel             | Märkischer Kreis  | Neuss                      |
| 1987 | Recklinghausen      | Hannover            | Mettmann            | Rhein-Sieg-Kreis    | Rhein-Neckar-Kreis | Esslingen                  | Ludwigsburg                | Wesel             | Märkischer Kreis  | Neuss                      |
| 1990 | Recklinghausen      | Hannover            | Rhein-Sieg-Kreis    | Mettmann            | Rhein-Neckar-Kreis | Esslingen                  | Ludwigsburg                | Wesel             | Märkischer Kreis  | Neuss                      |
| 1991 | Recklinghausen      | Hannover            | Rhein-Sieg-Kreis    | Mettmann            | Rhein-Neckar-Kreis | Esslingen                  | Ludwigsburg                | Wesel             | Märkischer Kreis  | Erftkreis                  |
| 1993 | Recklinghausen      | Hannover            | Rhein-Sieg-Kreis    | Rhein-Neckar-Kreis  | Mettmann           | Esslingen                  | Ludwigsburg                | Wesel             | Märkischer Kreis  | Erftkreis                  |
| 2001 | Region Hannover     | Recklinghausen      | Rhein-Sieg-Kreis    | Rhein-Neckar-Kreis  | Mettmann           | Esslingen                  | Ludwigsburg                | Wesel             | Erftkreis         | Märkischer Kreis           |
| 2002 | Region Hannover     | Recklinghausen      | Rhein-Sieg-Kreis    | Rhein-Neckar-Kreis  | Esslingen          | Mettmann                   | Ludwigsburg                | Wesel             | Erftkreis         | Märkischer Kreis           |
| 2003 | Region Hannover     | Recklinghausen      | Rhein-Sieg-Kreis    | Rhein-Neckar-Kreis  | Esslingen          | Ludwigsburg                | Mettmann                   | Wesel             | Rhein-Erft-Kreis  | Märkischer Kreis           |
| 2007 | Region Hannover     | Recklinghausen      | Rhein-Sieg-Kreis    | Rhein-Neckar-Kreis  | Ludwigsburg        | Esslingen                  | Mettmann                   | Wesel             | Rhein-Erft-Kreis  | Steinfurt                  |
| 2009 | Region Hannover     | Recklinghausen      | Rhein-Sieg-Kreis    | Städteregion Aachen | Rhein-Neckar-Kreis | Ludwigsburg                | Esslingen                  | Mettmann          | Wesel             | Rhein-Erft-Kreis           |
| 2014 | Region Hannover     | Recklinghausen      | Rhein-Sieg-Kreis    | Städteregion Aachen | Rhein-Neckar-Kreis | Ludwigsburg                | Esslingen                  | Mettmann          | Rhein-Erft-Kreis  | Wesel                      |

## Landkreise nach der Fläche
Von den vierzig nach der Fläche größten Landkreisen in der Bundesrepublik Deutschland liegen
- 10 Landkreise in Brandenburg (BB)
- 7 Landkreise in Niedersachsen (NI) (einschließlich der Region Hannover)
- 6 Landkreise in Mecklenburg-Vorpommern (MV) (das sind sämtliche Landkreise dieses Bundeslandes)
- 5 Landkreise in Sachsen (SN)
- 5 Landkreise in Sachsen-Anhalt (ST)
- 3 Kreise in Schleswig-Holstein (SH)
- 1 Landkreis in Baden-Württemberg (BW)
- 1 Landkreis in Bayern (BY)
- 1 Landkreis in Hessen (HE)
- 1 Kreis in Nordrhein-Westfalen (NW)

| Platz | Landkreis                     | Wappen                                             | Sitz                   | Kfz                                          | Land | Lage                                                                       | Einw.     | Fläche (km²) | Ew/ km² | Bild                                                                          |
| ----- | ----------------------------- | -------------------------------------------------- | ---------------------- | -------------------------------------------- | ---- | -------------------------------------------------------------------------- | --------- | ------------ | ------- | ----------------------------------------------------------------------------- |
| 1     | Mecklenburgische Seenplatte   | Wappen des Landkreises Mecklenburgische Seenplatte | Neubrandenburg         | MSE, AT, DM, MC, MST, MÜR, NZ, RM, WRN, (NB) | MV   | Lage des Landkreises Mecklenburgische Seenplatte in Mecklenburg-Vorpommern | 246.318   | 5.495,59     | 45      | Müritz                                                                        |
| 2     | Ludwigslust-Parchim           | Wappen des Landkreises Ludwigslust-Parchim         | Parchim                | LUP, HGN, LBZ, LWL, PCH, STB                 | MV   | Lage des Landkreises Ludwigslust-Parchim in Mecklenburg-Vorpommern         | 208.092   | 4.766,76     | 44      | Barockschloss Ludwigslust                                                     |
| 3     | Vorpommern-Greifswald         | Wappen des Landkreises Vorpommern-Greifswald       | Greifswald             | VG, ANK, GW, PW, SBG, UEM, WLG, (HGW)        | MV   | Lage des Landkreises Vorpommern-Greifswald in Mecklenburg-Vorpommern       | 224.956   | 3.945,64     | 57      | Markt und Sankt Marien in Greifswald                                          |
| 4     | Rostock                       | Wappen des Landkreises Rostock                     | Güstrow                | LRO, BÜZ, DBR, GÜ, ROS, TET                  | MV   | Lage des Landkreises Rostock in Mecklenburg-Vorpommern                     | 218.721   | 3.431,22     | 64      | Rathaus Güstrow                                                               |
| 5     | Vorpommern-Rügen              | Wappen des Landkreises Vorpommern-Rügen            | Stralsund              | VR, GMN, NVP, RDG, RÜG, (HST)                | MV   | Lage des Landkreises Vorpommern-Rügen in Mecklenburg-Vorpommern            | 215.203   | 3.216,19     | 67      | Königsstuhl auf Rügen                                                         |
| 6     | Uckermark                     | Wappen des Landkreises Uckermark                   | Prenzlau               | UM, ANG, PZ, SDT, TP                         | BB   | Lage des Landkreises Uckermark in Brandenburg                              | 117.432   | 3.077,03     | 38      | Uckerseen                                                                     |
| 7     | Emsland                       | Wappen des Landkreises Emsland                     | Meppen                 | EL                                           | NI   | Lage des Landkreises Emsland in Niedersachsen                              | 334.539   | 2.883,64     | 116     | Meyer-Werft Papenburg                                                         |
| 8     | Potsdam-Mittelmark            | Wappen des Landkreises Potsdam-Mittelmark          | Bad Belzig             | PM                                           | BB   | Lage des Landkreises Potsdam-Mittelmark in Brandenburg                     | 221.268   | 2.592,04     | 85      | Baumblütenfest in Werder                                                      |
| 9     | Ostprignitz-Ruppin            | Wappen des Landkreises Ostprignitz-Ruppin          | Neuruppin              | OPR, KY, NP, WK                              | BB   | Lage des Landkreises Ostprignitz-Ruppin in Brandenburg                     | 99.152    | 2.526,49     | 39      | Schloss Rheinsberg                                                            |
| 10    | Stendal                       | Wappen des Landkreises Stendal                     | Stendal                | SDL, HV, OBG                                 | ST   | Lage des Landkreises Stendal in Sachsen-Anhalt                             | 106.538   | 2.424,01     | 44      | Markt und Marienkirche in Stendal                                             |
| 11    | Bautzen (Budyšin)             | Wappen des Landkreises Bautzen                     | Bautzen                | BZ, BIW, HY, KM                              | SN   | Lage des Landkreises Bautzen in Sachsen                                    | 292.608   | 2.395,60     | 122     | Altstadt von Bautzen                                                          |
| 12    | Börde                         | Wappen des Landkreises Börde                       | Haldensleben           | BK, BÖ, HDL, OC, OK, WMS, WZL                | ST   | Lage des Landkreises Börde in Sachsen-Anhalt                               | 167.924   | 2.367,15     | 71      | Burg Oebisfelde                                                               |
| 13    | Hannover (Region)             | Wappen der Region Hannover                         | Hannover               | H                                            | NI   | Lage der Region Hannover in Niedersachsen                                  | 1.140.888 | 2.297,13     | 497     | Insel Wilhelmstein im Steinhuder Meer                                         |
| 14    | Altmarkkreis Salzwedel        | Wappen des Altmarkkreises Salzwedel                | Salzwedel              | SAW, GA, KLZ                                 | ST   | Lage des Altmarkkreises Salzwedel in Sachsen-Anhalt                        | 79.980    | 2.294,16     | 35      | Fachwerkhäuser in Salzwedel                                                   |
| 15    | Dahme-Spreewald (Dubja-Błota) | Wappen des Landkreises Dahme-Spreewald             | Lübben (Spreewald)     | LDS, KW, LC, LN                              | BB   | Lage des Landkreises Dahme-Spreewald in Brandenburg                        | 178.793   | 2.274,52     | 79      | Schlossinsel in Lübben                                                        |
| 16    | Oder-Spree                    | Wappen des Landkreises Oder-Spree                  | Beeskow                | LOS, BSK, EH, FW                             | BB   | Lage des Landkreises Oder-Spree in Brandenburg                             | 179.817   | 2.256,75     | 80      | St. Marien Dom Fürstenwalde                                                   |
| 17    | Rendsburg-Eckernförde         | Wappen des Kreises Rendsburg-Eckernförde           | Rendsburg              | RD, ECK                                      | SH   | Lage des Kreises Rendsburg-Eckernförde in Schleswig-Holstein               | 278.058   | 2.189,77     | 127     | Eisenbahnhochbrücke und Schwebefähre über den Nord-Ostsee-Kanal in Rendsburg  |
| 18    | Märkisch-Oderland             | Wappen des Landkreises Märkisch-Oderland           | Seelow                 | MOL, FRW, SEE, SRB                           | BB   | Lage des Landkreises Märkisch-Oderland in Brandenburg                      | 197.817   | 2.158,65     | 92      | Schloss Neuhardenberg                                                         |
| 19    | Prignitz                      | Wappen des Landkreises Prignitz                    | Perleberg              | PR                                           | BB   | Lage des Landkreises Prignitz in Brandenburg                               | 75.595    | 2.138,53     | 35      | Kloster Marienfließ                                                           |
| 20    | Nordwestmecklenburg           | Wappen des Landkreises Nordwestmecklenburg         | Wismar                 | NWM, GDB, GVM, WIS, (HWI)                    | MV   | Lage des Landkreises Nordwestmecklenburg in Mecklenburg-Vorpommern         | 156.692   | 2.127,06     | 74      | Steilküste am Großklützhöved                                                  |
| 21    | Osnabrück                     | Wappen des Landkreises Osnabrück                   | Osnabrück              | OS, BSB, MEL, WTL                            | NI   | Lage des Landkreises Osnabrück in Niedersachsen                            | 354.821   | 2.121,79     | 167     | Hinweisschild auf die Varusschlacht                                           |
| 22    | Mittelsachsen                 | Wappen des Landkreises Mittelsachsen               | Freiberg               | FG, BED, DL, FLÖ, HC, MW, RL                 | SN   | Lage des Landkreises Mittelsachsen in Sachsen                              | 296.431   | 2.116,87     | 140     | Mündung der Flöha in die Zschopau                                             |
| 23    | Görlitz (Zhorjelc)            | Wappen des Landkreises Görlitz                     | Görlitz                | GR, LÖB, NOL, NY, WSW, ZI                    | SN   | Lage des Landkreises Görlitz in Sachsen                                    | 243.958   | 2.111,44     | 116     | Fürst-Pückler-Park in Bad Muskau                                              |
| 24    | Harz                          | Wappen des Landkreises Harz                        | Halberstadt            | HZ, HBS, QLB, WR                             | ST   | Lage des Landkreises Harz in Sachsen-Anhalt                                | 205.484   | 2.104,91     | 98      | Rathaus in Wernigerode                                                        |
| 25    | Teltow-Fläming                | Wappen des Landkreises Teltow-Fläming              | Luckenwalde            | TF, JB, LUK, ZS                              | BB   | Lage des Landkreises Teltow-Fläming in Brandenburg                         | 177.688   | 2.104,20     | 84      | Kloster Zinna                                                                 |
| 26    | Nordfriesland                 | Wappen des Kreises Nordfriesland                   | Husum                  | NF                                           | SH   | Lage des Kreises Nordfriesland in Schleswig-Holstein                       | 170.029   | 2.083,53     | 82      | Leuchtturm Westerheversand                                                    |
| 27    | Schleswig-Flensburg           | Wappen des Kreises Schleswig-Flensburg             | Schleswig              | SL                                           | SH   | Lage des Kreises Schleswig-Flensburg in Schleswig-Holstein                 | 205.472   | 2.071,33     | 99      | Reste des Danewerks                                                           |
| 28    | Rotenburg (Wümme)             | Wappen des Landkreises Rotenburg (Wümme)           | Rotenburg (Wümme)      | ROW, BRV                                     | NI   | Lage des Landkreises Rotenburg (Wümme) in Niedersachsen                    | 165.904   | 2.074,77     | 80      | „Hurricane“-Festival in Scheeßel                                              |
| 29    | Cuxhaven                      | Wappen des Landkreises Cuxhaven                    | Cuxhaven               | CUX                                          | NI   | Lage des Landkreises Cuxhaven in Niedersachsen                             | 198.842   | 2.058,96     | 97      | Hapag-Hallen in Cuxhaven                                                      |
| 30    | Nordsachsen                   | Wappen des Landkreises Nordsachsen                 | Torgau                 | TDO, DZ, EB, OZ, TG, TO                      | SN   | Lage des Landkreises Nordsachsen in Sachsen                                | 199.422   | 2.028,56     | 98      | Flughafen Halle/Leipzig                                                       |
| 31    | Diepholz                      | Wappen des Landkreises Diepholz                    | Diepholz               | DH, SY                                       | NI   | Lage des Landkreises Diepholz in Niedersachsen                             | 221.202   | 1.991,00     | 111     | Schaugiebel und ein Gebäudes des Stifts in Bassum                             |
| 32    | Ansbach                       | Wappen des Landkreises Ansbach                     | Ansbach                | AN, DKB, FEU, ROT                            | BY   | Lage des Landkreises Ansbach in Bayern                                     | 187.633   | 1.971,30     | 95      | Das Plönlein in Rotenburg ob der Tauber                                       |
| 33    | Hochsauerlandkreis            | Wappen des Hochsauerlandkreises                    | Meschede               | HSK                                          | NW   | Lage des Hochsauerlandkreises in Nordrhein-Westfalen                       | 260.843   | 1.960,16     | 133     | Kreishaus in Meschede                                                         |
| 34    | Wittenberg                    | Wappen des Landkreises Wittenberg                  | Lutherstadt Wittenberg | WB, GHC, JE                                  | ST   | Lage des Landkreises Wittenberg in Sachsen-Anhalt                          | 121.694   | 1.931,68     | 63      | Der Marktplatz der Lutherstadt mit dem Rathaus und der Stadtkirche St. Marien |
| 35    | Elbe-Elster                   | Wappen des Landkreises Elbe-Elster                 | Herzberg (Elster)      | EE, FI, LIB                                  | BB   | Lage des Landkreises Elbe-Elster in Brandenburg                            | 97.967    | 1.899,18     | 52      | Die Kirche in Sonnewalde                                                      |
| 36    | Heidekreis                    | Wappen des Landkreises Heidekreis                  | Bad Fallingbostel      | HK                                           | NI   | Lage des Landkreises Heidekreis in Niedersachsen                           | 141.321   | 1.881,47     | 75      | Das Böhme-Tal in der Lieth                                                    |
| 37    | Ortenaukreis                  | Wappen des Ortenaukreises                          | Offenburg              | OG, BH, KEL, LR, WOL                         | BW   | Lage des Ortenaukreises in Baden-Württemberg                               | 444.858   | 1.860,30     | 239     | Blick auf Kehl                                                                |
| 38    | Waldeck-Frankenberg           | Wappen des Landkreises Waldeck-Frankenberg         | Korbach                | KB, FKB, WA                                  | HE   | Lage des Landkreises Waldeck-Frankenberg in Hessen                         | 155.126   | 1.848,70     | 84      | Schloss Friedrichstein in Bad Wildungen                                       |
| 39    | Erzgebirgskreis               | Wappen des Erzgebirgskreises                       | Annaberg-Buchholz      | ERZ, ANA, ASZ, AU, MAB, MEK, STL, SZB, ZP    | SN   | Lage des Erzgebirgskreises in Sachsen                                      | 318.394   | 1.827,93     | 174     | Brunnen am Altmarkt in Aue                                                    |
| 40    | Oberhavel                     | Wappen des Landkreises Oberhavel                   | Oranienburg            | OHV                                          | BB   | Lage des Landkreises Oberhavel in Brandenburg                              | 217.690   | 1.808,18     | 120     | Felder bei Neuholland                                                         |

### Historische Liste
In der folgenden Liste werden jeweils die zehn flächengrößten Landkreise der Bundesrepublik Deutschland angegeben. Einen neuen Eintrag gibt es nur bei einer Änderung der Reihenfolge.
| Jahr | 1.                          | 2.                    | 3.                    | 4.                  | 5.                 | 6.                  | 7.                     | 8.                     | 9.                     | 10.             |
| ---- | --------------------------- | --------------------- | --------------------- | ------------------- | ------------------ | ------------------- | ---------------------- | ---------------------- | ---------------------- | --------------- |
| 1950 | Gifhorn                     | Celle                 | Rendsburg             | Uelzen              | Cloppenburg        | Harburg             | Segeberg               | Herzogtum Lauenburg    | Stade                  | Bremervörde     |
| 1970 | Rendsburg-Eckernförde       | Nordfriesland         | Gifhorn               | Celle               | Uelzen             | Ostholstein         | Dithmarschen           | Cloppenburg            | Harburg                | Segeberg        |
| 1971 | Rendsburg-Eckernförde       | Nordfriesland         | Bitburg-Prüm          | Gifhorn             | Celle              | Uelzen              | Ostholstein            | Dithmarschen           | Cloppenburg            | Harburg         |
| 1972 | Rendsburg-Eckernförde       | Osnabrück             | Nordfriesland         | Ansbach             | Bitburg-Prüm       | Celle               | Gifhorn                | Traunstein             | Passau                 | Oberallgäu      |
| 1973 | Rendsburg-Eckernförde       | Osnabrück             | Nordfriesland         | Ansbach             | Ortenaukreis       | Ravensburg          | Bitburg-Prüm           | Celle                  | Gifhorn                | Traunstein      |
| 1974 | Rendsburg-Eckernförde       | Osnabrück             | Hannover              | Schleswig-Flensburg | Nordfriesland      | Ansbach             | Ortenaukreis           | Waldeck-Frankenberg    | Ravensburg             | Bitburg-Prüm    |
| 1975 | Rendsburg-Eckernförde       | Osnabrück             | Hannover              | Schleswig-Flensburg | Nordfriesland      | Ansbach             | Hochsauerlandkreis     | Ortenaukreis           | Waldeck-Frankenberg    | Steinfurt       |
| 1977 | Emsland                     | Rendsburg-Eckernförde | Cuxhaven              | Osnabrück           | Hannover           | Schleswig-Flensburg | Rotenburg (Wümme)      | Nordfriesland          | Diepholz               | Ansbach         |
| 1993 | Uckermark                   | Emsland               | Potsdam-Mittelmark    | Ostprignitz-Ruppin  | Dahme-Spreewald    | Oder-Spree          | Rendsburg-Eckernförde  | Märkisch-Oderland      | Prignitz               | Teltow-Fläming  |
| 1994 | Uckermark                   | Emsland               | Potsdam-Mittelmark    | Ludwigslust         | Ostprignitz-Ruppin | Stendal             | Altmarkkreis Salzwedel | Dahme-Spreewald        | Oder-Spree             | Parchim         |
| 2001 | Uckermark                   | Emsland               | Potsdam-Mittelmark    | Ludwigslust         | Ostprignitz-Ruppin | Stendal             | Altmarkkreis Salzwedel | Region Hannover        | Dahme-Spreewald        | Oder-Spree      |
| 2007 | Uckermark                   | Emsland               | Potsdam-Mittelmark    | Ludwigslust         | Ostprignitz-Ruppin | Stendal             | Börde                  | Altmarkkreis Salzwedel | Region Hannover        | Dahme-Spreewald |
| 2008 | Uckermark                   | Emsland               | Potsdam-Mittelmark    | Ludwigslust         | Ostprignitz-Ruppin | Stendal             | Bautzen                | Börde                  | Altmarkkreis Salzwedel | Region Hannover |
| 2011 | Mecklenburgische Seenplatte | Ludwigslust-Parchim   | Vorpommern-Greifswald | Rostock             | Vorpommern-Rügen   | Uckermark           | Emsland                | Potsdam-Mittelmark     | Ostprignitz-Ruppin     | Stendal         |